# Edward Łuczyński
Edward Łuczyński – polski językoznawca, profesor nauk humanistycznych.

## Życiorys
W 1999 r. uzyskał tytuł profesora nauk humanistycznych. Został zatrudniony na stanowisku profesora zwyczajnego i kierownika w Katedrze Logopedii  na Wydziale Filologicznym Uniwersytetu Gdańskiego.
Jest profesorem w Instytucie Pedagogicznym-Językowym Akademii Nauk Stosowanych w Elblągu.